# Free-martin
Le free-martin est un phénomène, naturel ou artificiel, où deux faux jumeaux de sexes différents sont connectés par voie sanguine in utero, par l'intermédiaire du placenta. La femelle génétique (à deux chromosomes sexuels X) naît alors intersexuée, c’est-à-dire qu'elle est profondément modifiée dans le sens mâle.
Ceci est dû aux hormones masculinisantes produites par les testicules et véhiculées par voie sanguine jusqu'à l'embryon femelle. 
Il s'agit en fait de deux hormones : la testostérone et l'hormone antimullérienne — faisant régresser les canaux de Müller — qui sont véhiculées lorsque les 2 placentas ont une partie d'irrigation sanguine commune.
La femelle est généralement stérile. Le mâle non, car ce ne sont pas les hormones féminines qui déterminent la nature de l'appareil génital. Donc, si le mâle est en contact avec les hormones de la femelle, ceci ne changera rien au développement normal de l'appareil génital de l'embryon.
On observe alors une régression mulérienne et une persistance wolfienne.
L'expérience ne fonctionne qu'en cas d'anastomoses vasculaires placentaires précoces.